# 常山碱
常山碱是一种喹唑啉酮类生物碱，最初从植物常山中提取得到，为一种治疗疟疾的特效药，但是其副作用较大，多在中医中使用。目前有研究指出其适用领域可能会扩展到治疗癌症等。
常山碱有三种分子构形，分别是a 、β和γ。